# Шестеринцы
Шестеринцы (укр. Шестеринці) — село в Лысянском районе Черкасской области Украины.
Население по переписи 2001 года составляло 455 человек. Почтовый индекс — 19324. Телефонный код — 4749.

## Местный совет
19324, Черкасская обл., Лысянский р-н, с. Шестеринцы